# A-train

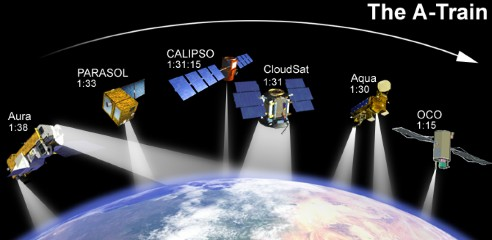
Спутники, входящие в орбитальную группировку A-Train

A-train — международная орбитальная группировка спутников на солнечно-синхронной орбите высотой 705 км, с углом наклонения 98° и периодом 16 земных суток. Они пролетают над одной и той же точкой земной поверхности с интервалом в несколько минут, что позволяет сформировать высокоточную трёхмерную картину земной поверхности и атмосферы.
Основным назначением концепции A-train является обеспечение одновременности зондирования параметров атмосферы Земли (температуры, относительной влажности и т. п.) сенсорами различного принципа действия.
На данный момент A-train состоит из 6 спутников:
- Aqua, основной спутник группировки, запущен 4.05.2002;
- CloudSat, пролетает на 2 мин. 30 сек. позже Aqua, запущен 28.04.2006 вместе с CALIPSO;
- CALIPSO, следует не более чем в 15 секундах за CloudSat, запущен 28.04.2006 вместе с CloudSat;
- PARASOL, отстаёт от CALIPSO на 1 минуту, запущен 18.11.2004;
- Aura, следует в 15 минутах за Aqua, запущен 15.07.2004;
- Orbiting Carbon Observatory[англ.]

Своё название группировка A-train получила благодаря спутникам Aqua и Aura.